# Ocotempa, Zoquitlán
Ocotempa är en ort i Mexiko.   Den ligger i kommunen Zoquitlán och delstaten Puebla, i den sydöstra delen av landet, 250 km sydost om huvudstaden Mexico City. Ocotempa ligger 2 286 meter över havet och antalet invånare är 290.
Terrängen runt Ocotempa är kuperad västerut, men österut är den bergig. Terrängen runt Ocotempa sluttar österut. Runt Ocotempa är det ganska tätbefolkat, med 72 invånare per kvadratkilometer. Närmaste större samhälle är Coxcatlán, 18,3 km sydväst om Ocotempa. I omgivningarna runt Ocotempa växer i huvudsak blandskog.